# 8D問題解決法
8D問題解決法（Eight Disciplines Problem Solving，縮寫：8D）也稱為團隊導向問題解決方法或8D report，是一個處理及解決問題的方法，常用於品質工程師或其他專業人員。
8D問題解決法的目的是在識別出一再出現的問題，並且要矯正並消除此問題，有助於產品及製程的提昇。若條件許可時，8D問題解決法會依照問題的統計分析來產生問題的永久對策，並且用確認根本原因的方式聚焦在問題的根源。
8D問題解決法是在汽車產業、組裝及其他產業中，利用團隊方式結構性徹底解决问题時的標準作法。

## 步驟
最早8D問題解決法分為8個步驟，但後來又加入了一個計劃的步驟D0。8D問題解決法依照PDCA的循環，其作法如下：
- D0：準備及緊急應對措施：針對要解決的問題，確認是否要用到8D問題解決法，並決定先決條件[2]，也要提供緊急應對措施。
- D1：建立團隊：建立一個團隊，由有產品或製程專業知識的人員組成。
- D2：定義及描述問題：用可以量化的何人（Who）、何物（What）、何地（Where）、何時（When）、為何（Why）、如何（How）及多少錢（How much）（5W2H）來識別及定義問題。'Description + Photos'
- D3：確認、實施並確認暫行對策：定義暫行對策矯正目前已知的問題，實施並確認此對策，避免用戶受到問題的影響。Immediate action + Immediate correction
- D4：確認、識別及確認根本原因及漏失點（escape points）：找出所有可以會造成此問題的原因，並且找到為何在問題發生後沒有注意到有問題。所有的問題原因都需要經過確認或是證實，不只是單純腦力激盪的結果。可以用五問法或是魚骨圖來根據問題或是其影響來標示其原因。Root cause found + Fish bone analysis.
- D5：針對問題或不符合規格部份，選擇及確認永久對策：經過試量產來確認永久對策已經解決客戶端的問題。 Corrective action
- D6：實施永久對策：定義並實施的對策。
- D7：採取預防措施：為了避免此問題或類似問題再度發生，修改管理系統、作業系統、實務及流程。
- D8：感謝團隊成員：認可團隊整體的貢獻，需要由組織正式的感謝此團隊。

## 歷史
8D問題解決法一般認為是福特公司所創，但8D問題解決法是由美國國防部在1974年創立，描述8D問題解決法的標準稱為「MIL-STD 1520 Corrective Action and Disposition System for Nonconforming Material」。此標準已在1995年廢止，福特汽車也在汽車產業使用了類似的作法，後來也有許多電子公司開始使用。

### 福特汽車的觀點
福特汽車動力系統（包括变速器、底盘及发动机）部門的管理人員希望有一個系統化的方法，可以讓包括設計工程、製程及生產單位可以一起處理重複發生的問題。在1986年時要求要找到新的方式，可以處理困難的設計及製造問題，並訂定文件及開發相關的課程。此方式命名為「團隊導向問題解決方法」（Team Oriented Problem Solving, TOPS），文件在1987年發行。TOPS的文件及課程最早是先試行在福特汽車位在底特律迪爾伯恩的總部，根據試行後的一些回饋進行變更，文件也有新的版本，此後這就是福特汽車的問題解決方式。福特汽車後來將其解決問題的方式稱為G8D（Global 8D）。

### 美軍使用
美國政府在二次大戰後後訂定 Mil-Std-1520 Corrective Action and Disposition System for Nonconforming Material。此軍規標準著重在不合格的物品及其處理。

## 用法
許多品質保證中的手法可以用在8D問題解決法中，例如「是／非矩陣」就是D2步驟，定義及描述問題中常用的工具，而魚骨圖及五問法常用在D4步驟中。
在1990年代末期，福特公司開發了類似8D問題解決法的Global 8D，也是今天福特公司及其他汽車供應链公司的標準，主要的差異如下：
- 增加D0步驟作為流程的開始。D0步驟時團隊需列出此問題的症狀，並確認是否需要在Global 8D開始前，就需進行的緊急應變措施（ERA）。D0步驟也包括了一系統的評估問題，其目的是在確認是否需要進行完整的Global 8D流程。
- 在步驟D4到D6中，增加了標示漏失點（escape points）的程序之間。漏失點是指整個系統中最早可能可以偵測出此問題，但沒有檢測到的部份。此目的不只是考慮根本原因，也考慮是否系統中有未考慮到之處，造成此問題沒有檢測到。Global 8D會在D4步驟就標示及確認漏失點，在步驟D5及D6時，團隊需要選擇一個永久的改善措施來避免漏失點，並要驗證、實行此措施，確認有效。

近來8D問題解決法在汽車產業以外也開始盛行，隨著精實生產及持续改进的應用，8D問題解決法也用在食品製造、健康護理以及高科技產業。

## 優點
8D問題解決法的處理方式是先找到根本原因、採取行動消除根本原因，並實施永久對策，此作法是有效的，而且也可以找出系統會允許此錯誤出現的原因。漏失點（escape points）的研究就是為了提昇系統偵測錯誤的能力，即使錯誤再度發生，也有能力可以檢測出來。
最後的預防措施也可以找出在管理系統中出現上述錯誤的原因，避免再度發生。

## 缺點
若要使用8D問題解決法，除了需要熟悉此方式外，也需要熟悉其他資料整理或分析的工具，例如帕累托图、魚骨圖或是流程圖。

## 問題解決工具
以下工具可以和8D問題解決法一起使用
- 趨勢圖
- 五問法
- 散佈圖
- 問卷
- 查檢表
- 直方图
- 失效安全
- 帕累托图
- 石川图（魚骨圖）
- 流程图

## 8D問題解決法和FMEA的關係
失效模式與影響分析（FMEA）是在產品設計或製程設計中常用到的工具。FMEA中的失效模式類似8D中的問題，FMEA中的原因類似8D中的潛在原因，而FMEA中的影響類似8D中的問題症狀。失效模式與影響分析和8D問題解決法的關係簡述如下：
1. 有時二個文件中的問題描述及說明。8D問題解決法可以整合失效模式與影響分析中，利用腦力激盪得到的資訊，用在問題的解決。
2. 有時由於時間或資源考量，無法用腦力激盪的方式找相關資料，FMEA中的潛在原因可以用8D的魚骨圖進行分析。
3. 從8D問題解決法得到的資料或腦力激盪的結果可以放在FMEA中，作為新產品或製程設計的參考。因此FMEA就可以考慮實際發生的失效，且有其失效模式和原因，因此FMEA就更有效且完整。
4. FMEA中的設計或製程控制可以用來驗證8D中的原本原因及永久對策是否有效。

失效模式與影響分析和8D問題解決法需包括每一個失效及其原因，作法是跨文檔的列出失效模式、問題描述及可能原因。每一個失效模式與影響分析都可以作在為在進行8D問題解決法時，問題可能原因的資料庫。